# Gill (månekrater)
Gill er et nedslagskrater på Månen. Det befinder sig på Månens forside nær dens sydøstlige rand. På grund af sin placering ses Gill fra siden ved betragtning fra Jorden, og dets synlighed er påvirket af libration, så det af og til er ude af syne. Det er opkaldt efter den britiske astronom David Gill (1843 – 1914).
Navnet blev officielt tildelt af den Internationale Astronomiske Union (IAU) i 1964.

## Omgivelser
Gillkrateret ligger sydvest for det uregelmæssige Mare Australe og sydøst for det fremtrædende Pontécoulantkrater. Sydvest for Gill ligger Helmholtzkrateret.

## Karakteristika
Gill er et gammelt, eroderet krater, hvis ydre rand er blevet uregelmæssig som følge af nedslag i tidens løb. Der ligger et sammenhængende kraterpar langs dets nordlige rand, og satellitkrateret "Gill A" trænger lidt ind i den ydre rand mod vest. Kraterbunden er forholdsvis jævn men arret af adskillige små og ganske små kratere.

## Satellitkratere
De kratere, som kaldes satellitter, er små kratere beliggende i eller nær hovedkrateret. Deres dannelse er sædvanligvis sket uafhængigt af dette, men de får samme navn som hovedkrateret med tilføjelse af et stort bogstav. På kort over Månen er det en konvention at identificere dem ved at placere dette bogstav på den side af satellitkraterets midte, som ligger nærmest hovedkrateret. Gillkrateret har følgende satellitkratere:
| Gill | Længde  | Bredde  | Diameter |
| ---- | ------- | ------- | -------- |
| A    | 63,6° S | 72,9° Ø | 13 km    |
| B    | 61,7° S | 69,9° Ø | 31 km    |
| C    | 62,2° S | 67,4° Ø | 30 km    |
| D    | 63,4° S | 79,8° Ø | 15 km    |
| E    | 63,3° S | 70,4° Ø | 13 km    |
| F    | 63,8° S | 65,1° Ø | 23 km    |
| G    | 63,5° S | 68,2° Ø | 32 km    |
| H    | 63,9° S | 70,2° Ø | 8 km     |

## Måneatlas
- Billeder af Gillkrateret i LPI-måneatlasset
- USGS-kort